# Teresa Côrte-Real
Maria Teresa Rodrigues Côrte-Real de Carvalho (n. 25 de Abril de 1963) é uma actriz portuguesa.

## Biografia

### Percurso profissional
Estreou-se no teatro em 1972 com a peça "Pinóquio". Foi dirigida por João Canijo na peça Crimes do Coração de Beth Henley, no Teatro Nacional D. Maria II (1988). Trabalhou no Teatro Ibérico e na Comuna - Teatro de Pesquisa. 
Desde 1991 que faz parte do elenco do Teatro Experimental de Cascais, onde trabalha sob a direcção de Carlos Avilez. Integrou o elenco de peças como Auto do Solstício do Inverno de Natália Correia (2005), Doce Pássaro da Juventude de Tennessee Williams (2004), Desobediência de Luiz Francisco Rebello (1999) ou A Dama das Camélias de A. Dumas (1995).
 
Integrou recentemente o elenco da peça "O Comboio da Madrugada" de Tennessee Williams com a atriz Eunice Muñoz.
Estreou-se como encenadora com a peça Temperantia – Estou de dieta! de Ricardo Boléo em 2009.
No cinema, foi dirigida por Manoel de Oliveira em Os Canibais (1988). Participou em algumas séries televisivas (2006 - Sete Vidas, 1999 - Um Sarilho Chamado Marina, 1997 - A Grande Aposta, 1993 - Verão Quente, 1992 -Cinzas, entre outros).

### Família
É filha da também actriz Madalena Braga e mãe do jovem actor Francisco Côrte-Real.

## Televisão
- 1986 - O Pato - RTP
- 1987 - Cobardias - RTP
- 1990 - O Morgado de Fafe em Lisboa - RTP
- 1990 - Histórias Que o Diabo Gosta - RTP
- 1992 - Crónica do Tempo - RTP
- 1992 - Cinzas - RTP - Maria Adelaide
- 1993 - Sozinhos em Casa - RTP - Lili
- 1993/1994 - Verão Quente - RTP - Cristina Pereira
- 1995 - Trapos e Companhia - TVI
- 1997/1998 - A Grande Aposta - RTP
- 1998 - Bom Baião - SIC
- 1999 - Médico de Família - SIC
- 1999 - Um Sarilho Chamado Marina - SIC
- 2000 - Mãos à Obra - RTP
- 2005 - Amigos Como Dantes - RTP
- 2006 - 7 Vidas - SIC
- 2008 - Conta-me como Foi - RTP
- 2013 - Belmonte (telenovela) - TVI
- 2016 - A Única Mulher - TVI
- 2016 - A Impostora - TVI
- 2017 - Sim, Chef - RTP

## Cinema
- Os Canibais (1988)